# Вотава, Ян
Ян Вотава (чеш. Jan Votava; род. 29 ноября 1974) — чешский шахматист, гроссмейстер (1999).
В составе сборной Чехии участник 2-х Олимпиад (1996 и 2010) и 2-х командных чемпионатов Европы (2001 и 2005).

## Изменения рейтинга
| Графики недоступны из-за технических проблем. См. информацию на Фабрикаторе и на mediawiki.org. |